# Robin Milner
Robin Milner (ur. 13 stycznia 1934 w Plymouth, zm. 20 marca 2010 w Cambridge) – brytyjski informatyk, Laureat nagrody Turinga w 1991 roku i EATCS w roku 2005. Od 1988 był członkiem Royal Society.
Twórca LCF (Logic for Computable Functions) – narzędzia wspierającego automatyczne dowodzenie twierdzeń, oraz języka ML stworzonego na potrzeby LCF.